# NGC 5353
NGC 5353 is een lensvormig sterrenstelsel in het sterrenbeeld Jachthonden. Het hemelobject werd op 14 januari 1788 ontdekt door de Duits-Britse astronoom William Herschel.

## Synoniemen
- UGC 8813
- MCG 7-29-10
- ZWG 219.18
- HCG 68A
- PGC 49356